# 1914 a sportban
1914 legfontosabb sporteseményei a következők voltak:

## Események
- Az MTK nyeri az NB1-et. Ez a klub harmadik bajnoki címe.
- René Thomas nyeri az Indianapolisi 500 mérföldes autóversenyt.
- Philippe Thys második alkalommal nyeri a Tour de France-t.
- Lefektetik a vívósport ma is élő szabályait.
- 1914-es magyar gyorskorcsolya bajnokság, melynek férfi nagytávú összetett versenyét Gyurmán Dezső nyeri.[1]

## Születések
- január 1. – Jackie Callura, kanadai ökölvívó († 1993)
- január 11. – Paul Valcke, olimpiai és világbajnoki bronzérmes belga tőrvívó († 1980)
- január 14. – Kisgyörgy Lajosné, világ- és Európa-bajnoki ezüstérmes magyar sportlövő († 2017)
- február 15. – Zdeněk Jirotka, világbajnoki bronzérmes és Európa-bajnoki ezüst- és bronzérmes csehszlovák válogatott cseh jégkorongozó, olimpikon († 1981)
- március 1. – Viljo Heino, finn atléta, olimpikon († 1998)
- március 17. – Sammy Baugh, NFL-bajnok amerikai amerikai futballista, Pro Football Hall of Fame-tag († 2008)
- április 20. – Josef Boháč, Európa-bajnoki ezüst- és bronzérmes csehszlovák válogatott jégkorongozó kapus, olimpikon († ?)
- május 18. – Toulo de Graffenried, svájci autóversenyző, Formula–1-es pilóta († 2007)
- május 21.
  - Erich Herrmann, olimpiai- és világbajnok német kézilabdázó († 1989)
  - Edgar Reinhardt, olimpiai- és világbajnok német kézilabdázó († 1985)
- május 27. – Renzo Nostini, világbajnok, olimpiai ezüstérmes olasz tőr- és kardvívó († 2005)
- május 30. – Werner Meyer, olimpiai bronzérmes svájci kézilabdázó († 1985)
- június 10. – Joseph DePietro, olimpiai, világ- és pánamerikai játékok bajnok amerikai súlyemelő († 1999)
- július 1. – Oldřich Kučera, világbajnoki bronzérmes, Európa-bajnok és Európa-bajnoki ezüst- és bronzérmes csehszlovák válogatott cseh jégkorongozó, olimpikon († 1964)
- július 6. – Földes Éva, magyar sporttörténész, neveléstörténész, az 1948. évi londoni olimpia művészeti versenyeinek harmadik helyezettje († 1981)
- július 13. – Sam Hanks, amerikai autóversenyző, Formula–1-es pilóta, indianapolisi 500 győztes († 1994)
- július 15. – Prince Bira, thaiföldi autóversenyző, Formula–1-es pilóta († 1985)
- július 23. – Reidar Kvammen,  norvég válogatott labdarúgócsatár, edző († 1998)
- augusztus 4. – Adrien Rommel, olimpiai és világbajnok francia tőrvívó († 1963)
- augusztus 19. – Baróti Lajos, magyar labdarúgó és edző († 2005)
- augusztus 25. – Tóth Lajos, olimpiai bronzérmes magyar tornász, edző († 1984)
- szeptember 4. – Takács Gyula, magyar válogatott kézilabdázó, olimpikon († ?)
- október 21. – Johann Houschka, olimpiai ezüstérmes osztrák kézilabdázó († 1983)
- november 10. – Albert Guinchard, svájci válogatott labdarúgó († 1971)
- november 12. – Peter Whitehead, brit autóversenyző, az 1951-es Le Mans-i 24 órás verseny győztese, Formula–1-es pilóta († 1958)
- december 2. – Ehrenfried Patzel, világbajnoki ezüstérmes csehszlovák válogatott labdarúgókapus († 2004)
- december 23. – Mogyoróssy Győző, olimpiai bronzérmes magyar tornász († 1981)
- december 31. – Dunai Adolf, labdarúgó, csatár, zenész. († ?)

## Halálozások
| Halálozás     | Név                         | Nemzetiség, sportág, eredmények                                         | Születés |
| ------------- | --------------------------- | ----------------------------------------------------------------------- | -------- |
| február 5.    | William Rhodes              | amerikai amerikaifutball-játékos és edző                                | 1869     |
| február 9.    | Jack Farrell                | amerikai baseballjátékos                                                | 1857     |
| április 1.    | Rube Waddell                | amerikai baseballjátékos, National Baseball Hall of Fame and Museum tag | 1876     |
| április 7.    | Charlie Ganzel              | amerikai baseballjátékos                                                | 1862     |
| május 26.     | Juice Latham                | amerikai baseballjátékos és menedzser                                   | 1852     |
| július 9.     | Ossee Schreckengost         | amerikai baseballjátékos                                                | 1875     |
| augusztus 17. | Harry Steinfeldt            | World Series bajnok amerikai baseballjátékos                            | 1875     |
| augusztus 22. | Spencer Wishart             | amerikai autóversenyző                                                  | 1889     |
| szeptember 4. | Demján Oszkár               | magyar úszó, olimpikon                                                  | 1891     |
| október 17.   | Hippolyte-Jacques Hyvernaud | francia párbajtőrvívómester, olimpikon                                  | 1870     |
| október 24.   | Zulawszky Béla              | olimpiai ezüstérmes magyar vívó, honvédtiszt                            | 1869     |